# Hôtel Eden

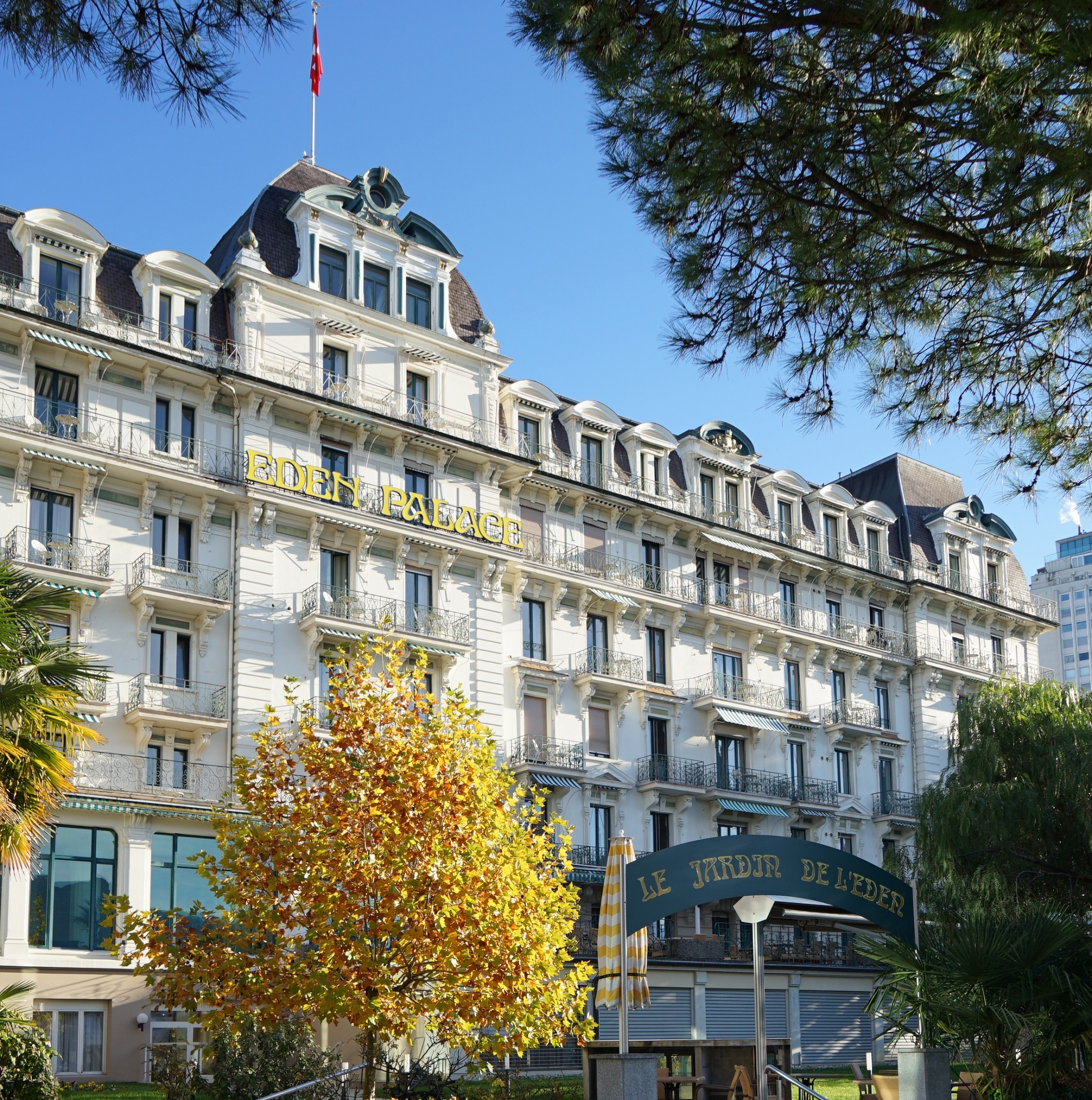
Seeseitige Fassade (2022)

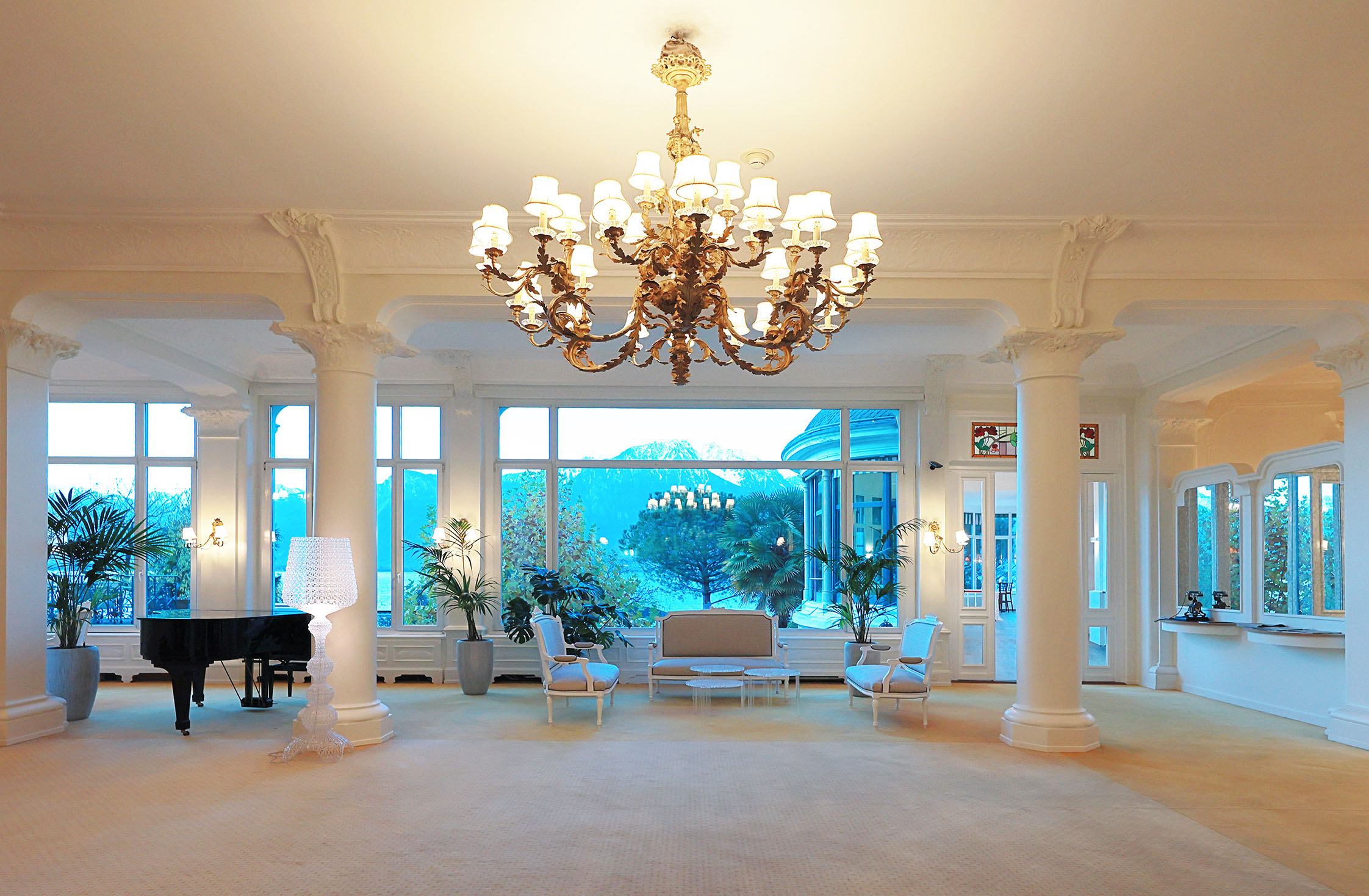
Foyer (2022)

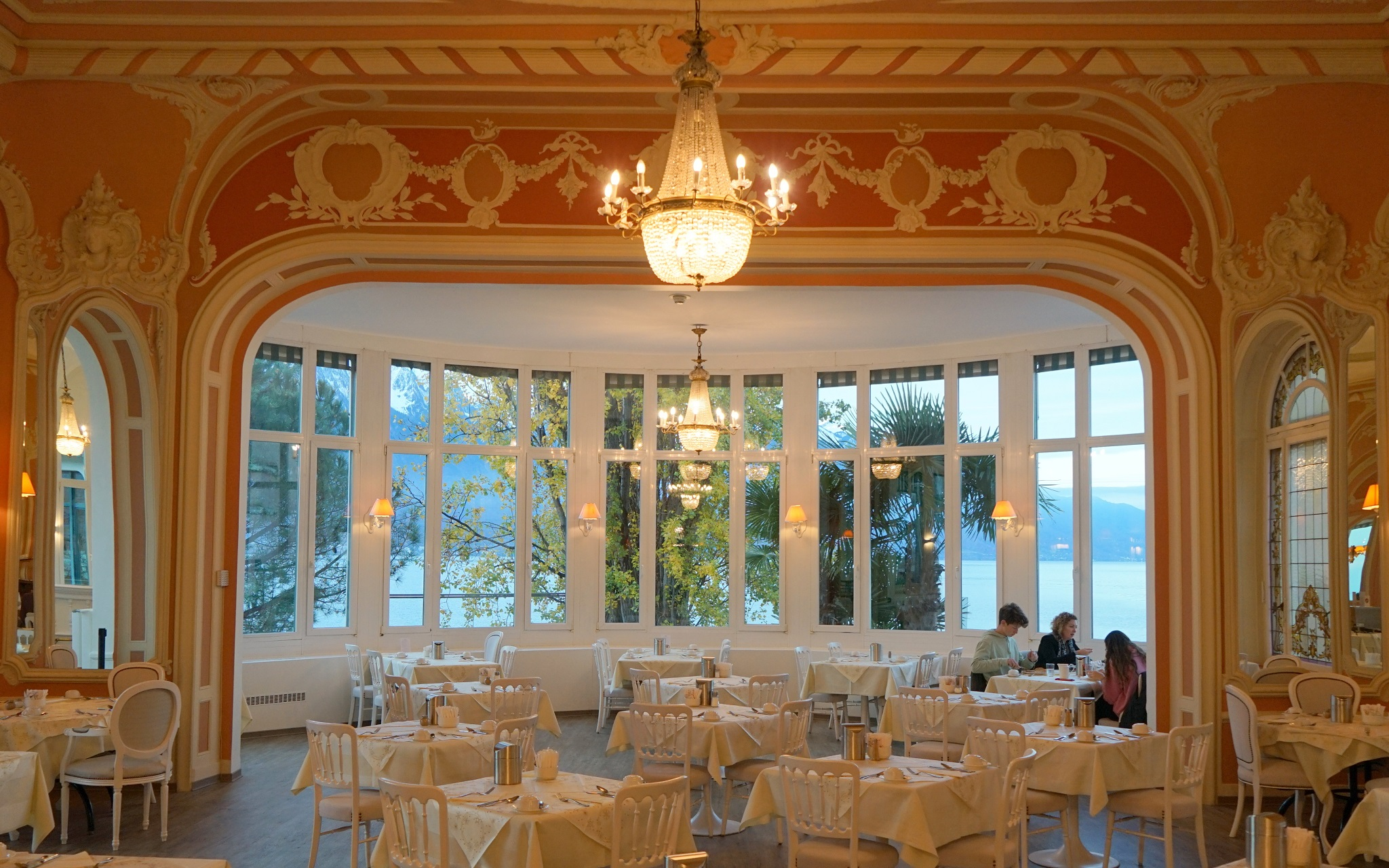
Salon 1900

Das Hôtel Eden Palace au Lac ist ein Hotel in Montreux, Schweiz. Es liegt an der Uferpromenade des Genfersees und steht als Kulturgut von regionaler Bedeutung unter Denkmalschutz.

## Architektur und Denkmalschutz
Das 1896 eröffnete Hotel der Belle Époque wurde im Stil des Historismus errichtet. Das Gebäude ist im Schweizerischen Inventar der Kulturgüter von regionaler Bedeutung (Kategorie B) eingetragen.

## Belege
1. ↑  Kantonsliste A- und B-Objekte Kanton VD. Schweizerisches Kulturgüterschutzinventar mit Objekten von nationaler (A-Objekte) und regionaler (B-Objekte) Bedeutung. In: Bundesamt für Bevölkerungsschutz BABS – Fachbereich Kulturgüterschutz, 1. Januar 2024, S. 18,  abgerufen am 27. Dezember 2022. (PDF; 390 kB, 18, Revision KGS-Inventar 2021 (Stand: 1. Januar 2023)).
2. ↑  KGS-Nr.: 6262

Koordinaten: 46° 25′ 50,2″ N, 6° 54′ 35,9″ O; CH1903: 559364 / 142277